# Romní
Romní (en ucraïnès: Ромни́, pronunciat [romˈnɪ] és una ciutat a l'óblast de Sumi al nord d'Ucraïna. Es troba al riu Romen. Romní serveix com a centre administratiu del Raion Romní. Està incorporada administrativament com a ciutat d'importància óblast i no pertany al raion. Els pobles de Lutxkí (438 habitants), Kolisnikove (43 habitants) i Hrabine pertanyen al municipi de Romní.
Població: 37.765 (2022).

## Història

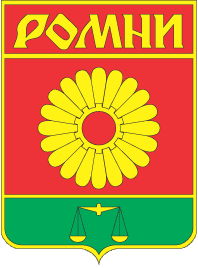
Escut d'armes de l'època soviètica

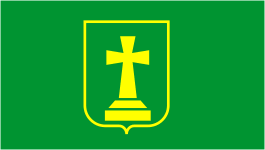
Bandera 2001-2015

La ciutat va ser fundada l'any 902 dC. El 16 de setembre de 2002 la ciutat va celebrar el seu 1.100 aniversari. Romní va ser esmentat per primera vegada en documents l'any 1096 (com Romen, Cyrillic: Ромен, el nom, originàriament el del riu, és d'origen bàltic, romus lituà 'tranquil'). En diversos moments, va passar sota domini mongol, lituà, polonès i rus. L'any 1638, la ciutat tenia 6.000 habitants, fet que la convertia, amb diferència, en l'assentament més gran de la zona. El 1781, la tsarina Caterina II va concedir a la ciutat una carta.
A Romní, la primera estàtua de Taràs Xevtxenko es va erigir el 27 d'octubre de 1918 quan la ciutat estava situada a l'estat d'Ucraïna recentment establert, però es va conservar com a part de la política d'Ucrainització de la Unió Soviètica. L'estàtua de formigó de Romní va començar a decaure a la dècada de 1950, però es va tornar a fer en bronze i es va tornar a descobrir el 1982. La versió original del monument es troba la costera Andrivski de Kíiv.
Durant la Segona Guerra Mundial, Romní va ser ocupada per l'exèrcit alemany del 10 de setembre de 1941 al 16 de setembre de 1943. Els alemanys operaven una presó nazi a la ciutat.
En el període comprès entre 1979 i 1989, la població de Romní va passar de 53.016 a 57.502 habitants.
El 2022, una sèrie d'enfrontaments militars es van produir prop de Romní durant la invasió russa d'Ucraïna el 2022.

## Monuments
La catedral de l'Esperit Sant, fundada l'any 1735 en lloc d'una església de fusta, és una catedral de quatre pilars dissenyada a l'estil barroc ucraïnès i està coronada per tres cúpules en forma de pera, cadascuna col·locada sobre un cilindre alt. Tot i que la catedral data de la dècada de 1740, la construcció del campanar d'espadanya i l'església d'hivern properes no es va dur a terme fins al 1780.
Un altre edifici destacable és l'església de l'Ascensió, que també té tres cúpules, però que va ser construïda més tard, entre 1795 i 1801, i adossada a un campanar d'espadanya barroc construït entre 1753 i 1763.

## Govern Local
Al costat de la mateixa ciutat, el municipi de la ciutat també serveix de govern per al poble, Kolisnikove i l'assentament Lutxkí.
La ciutat també té l'administració del Raion Romní circumdant.

## Galeria

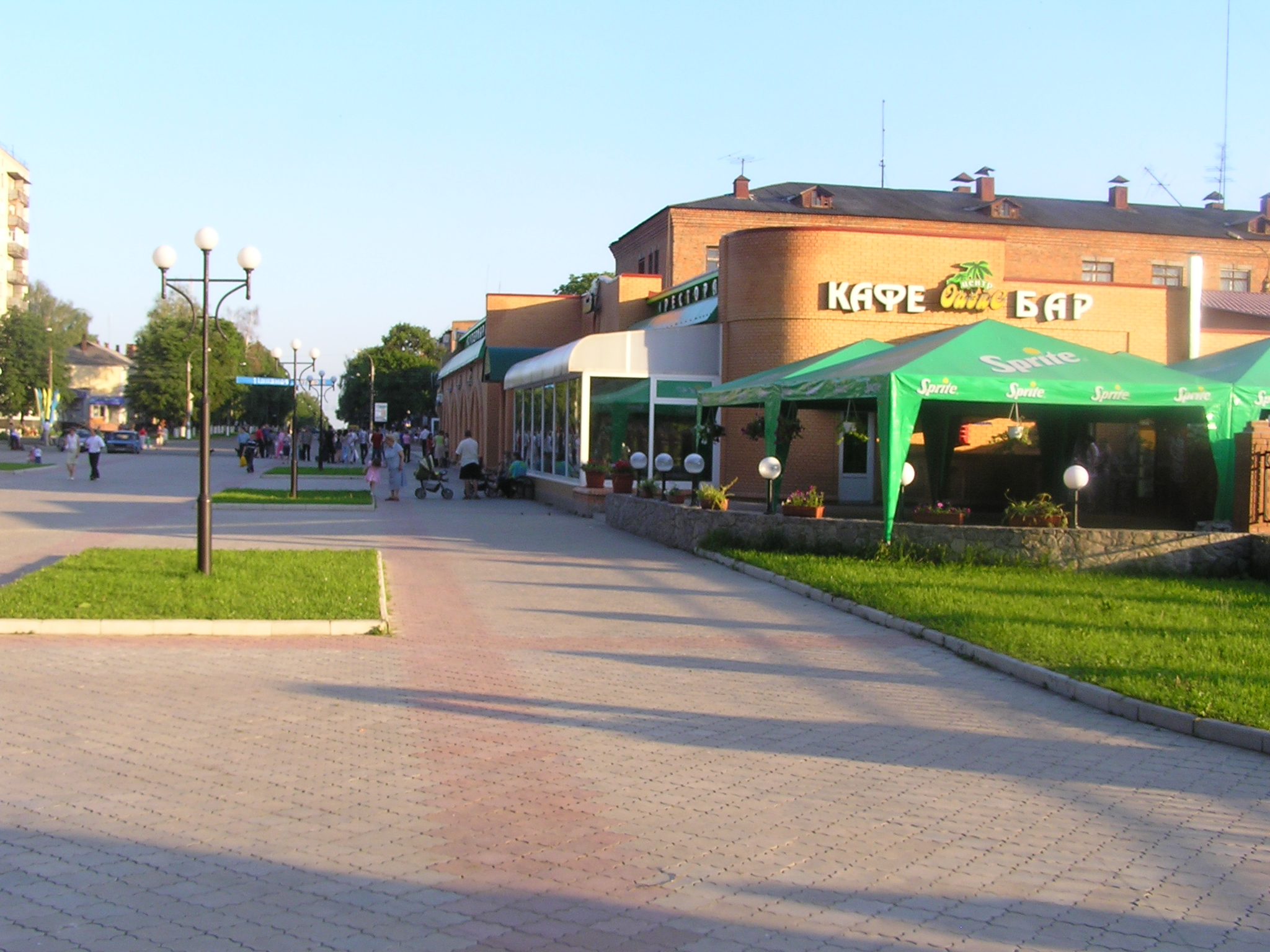
Centre de Romní
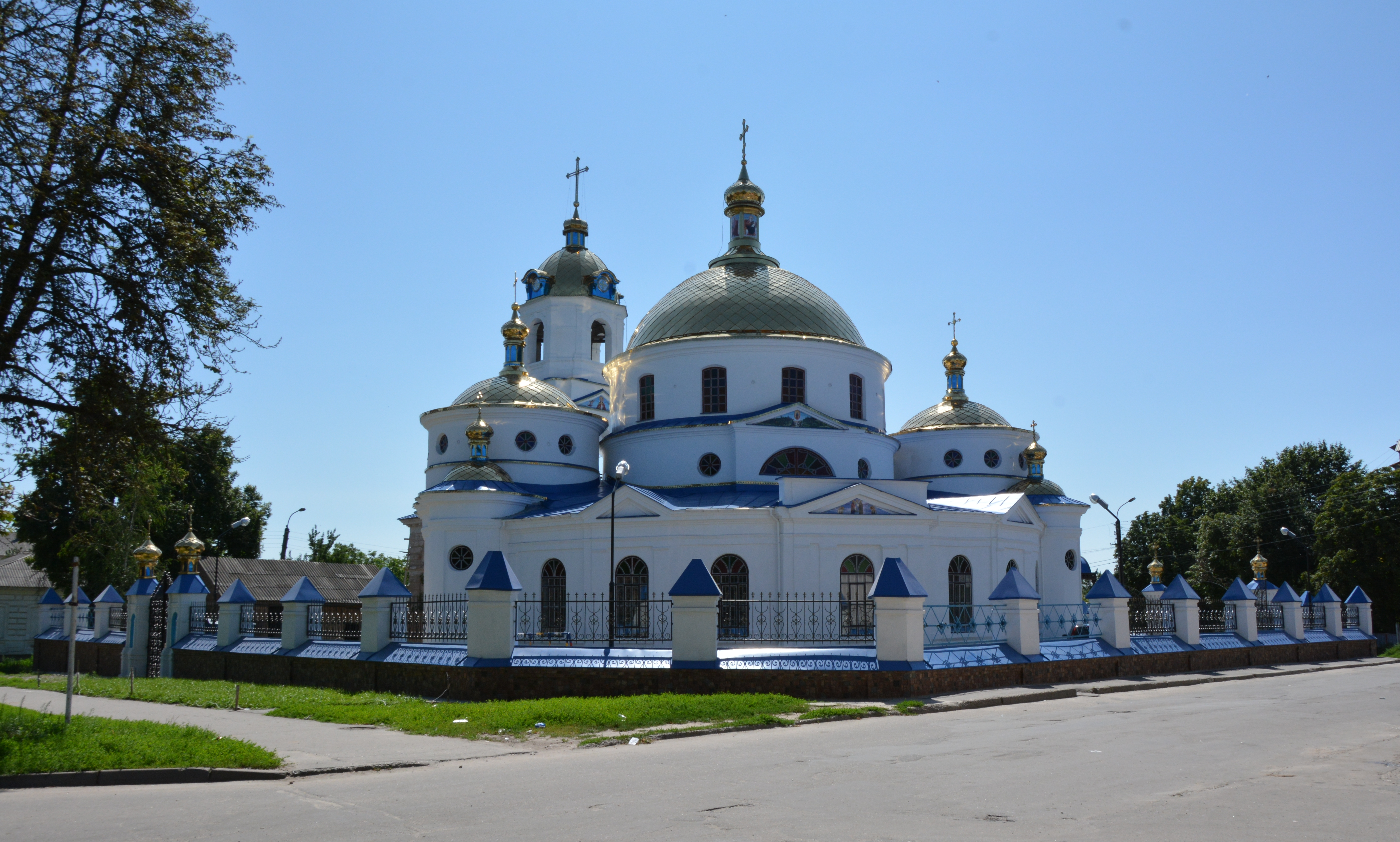
Església de l'Ascensió a Romní
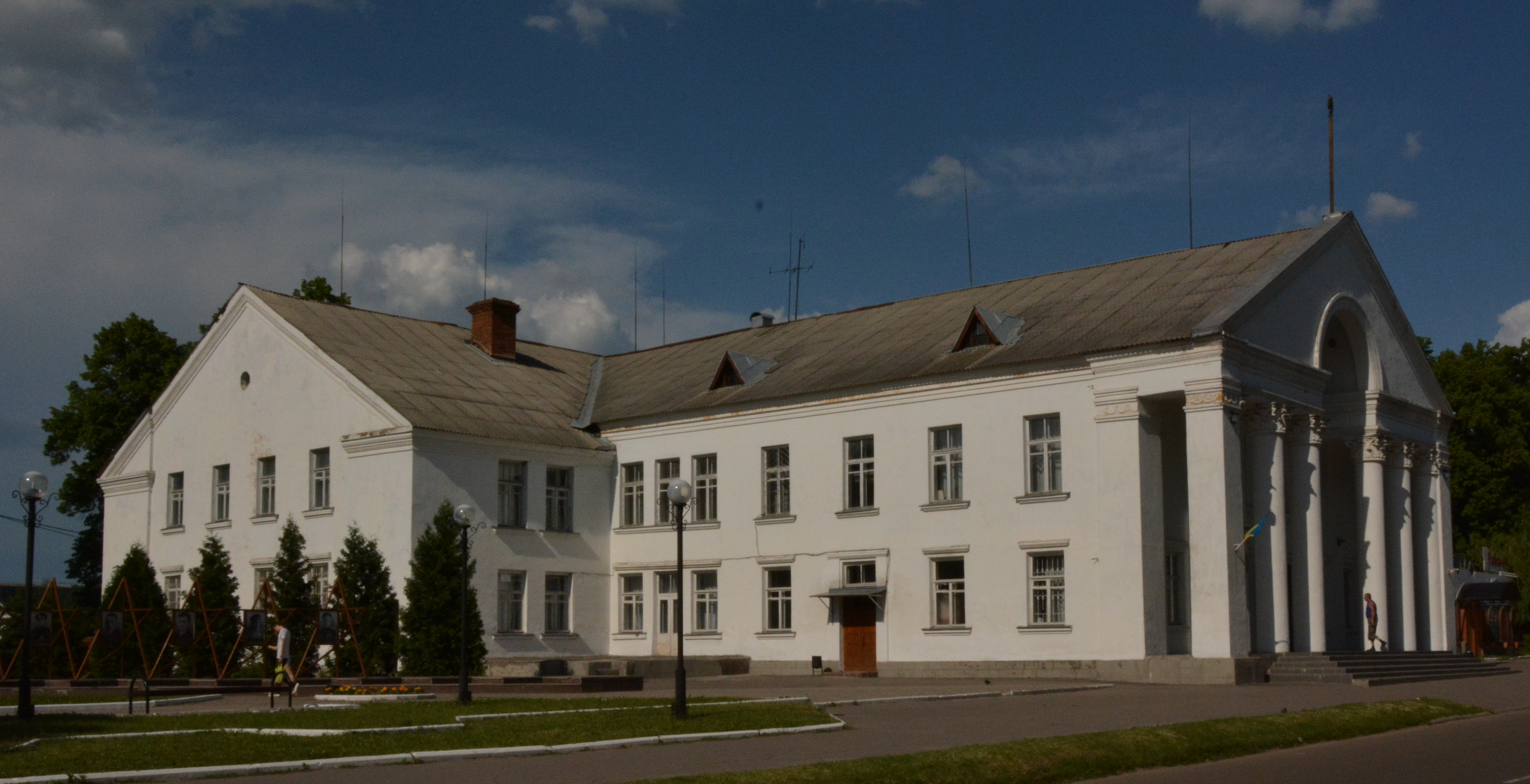
Edifici de conferències
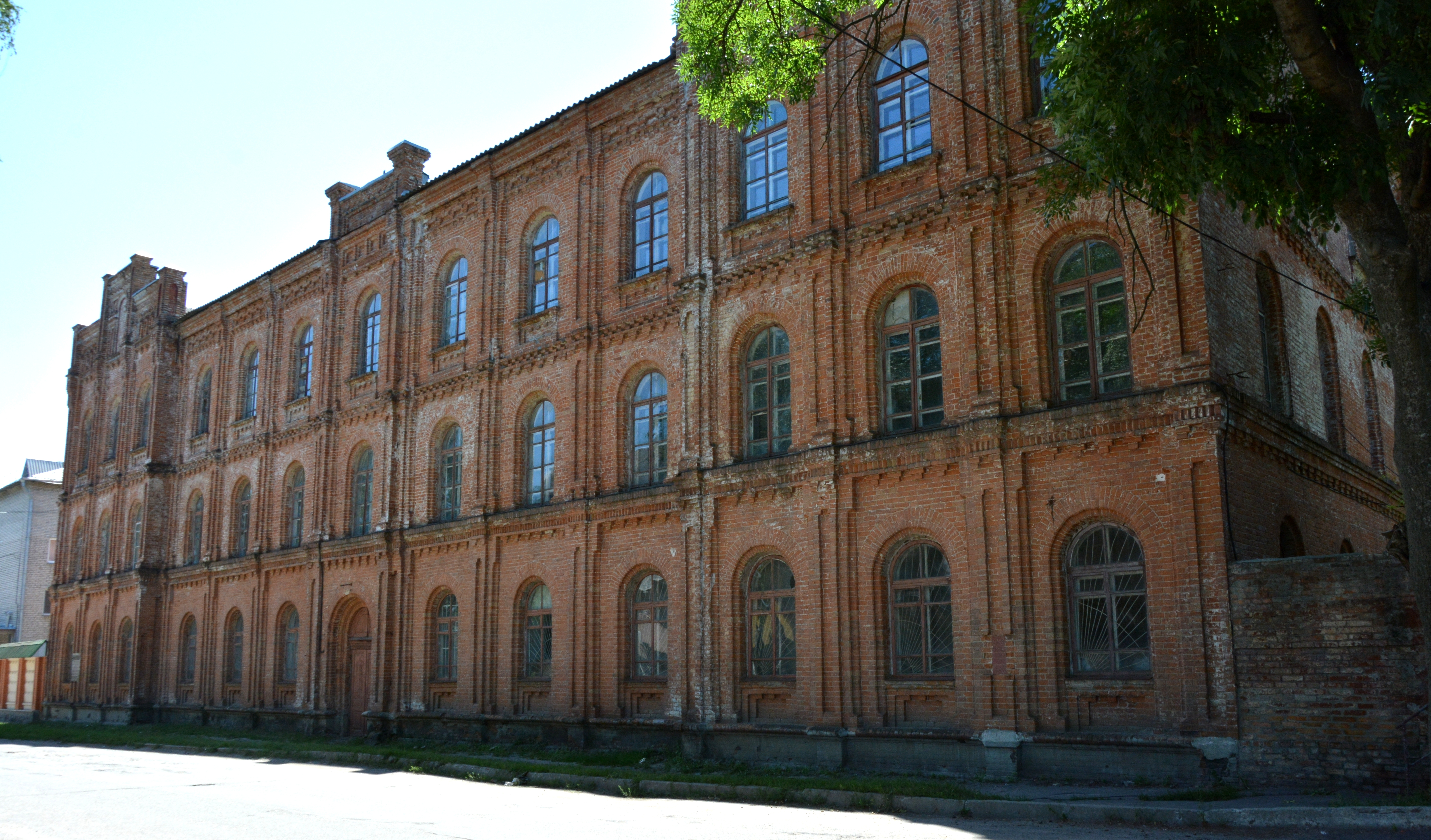
Antic seminari
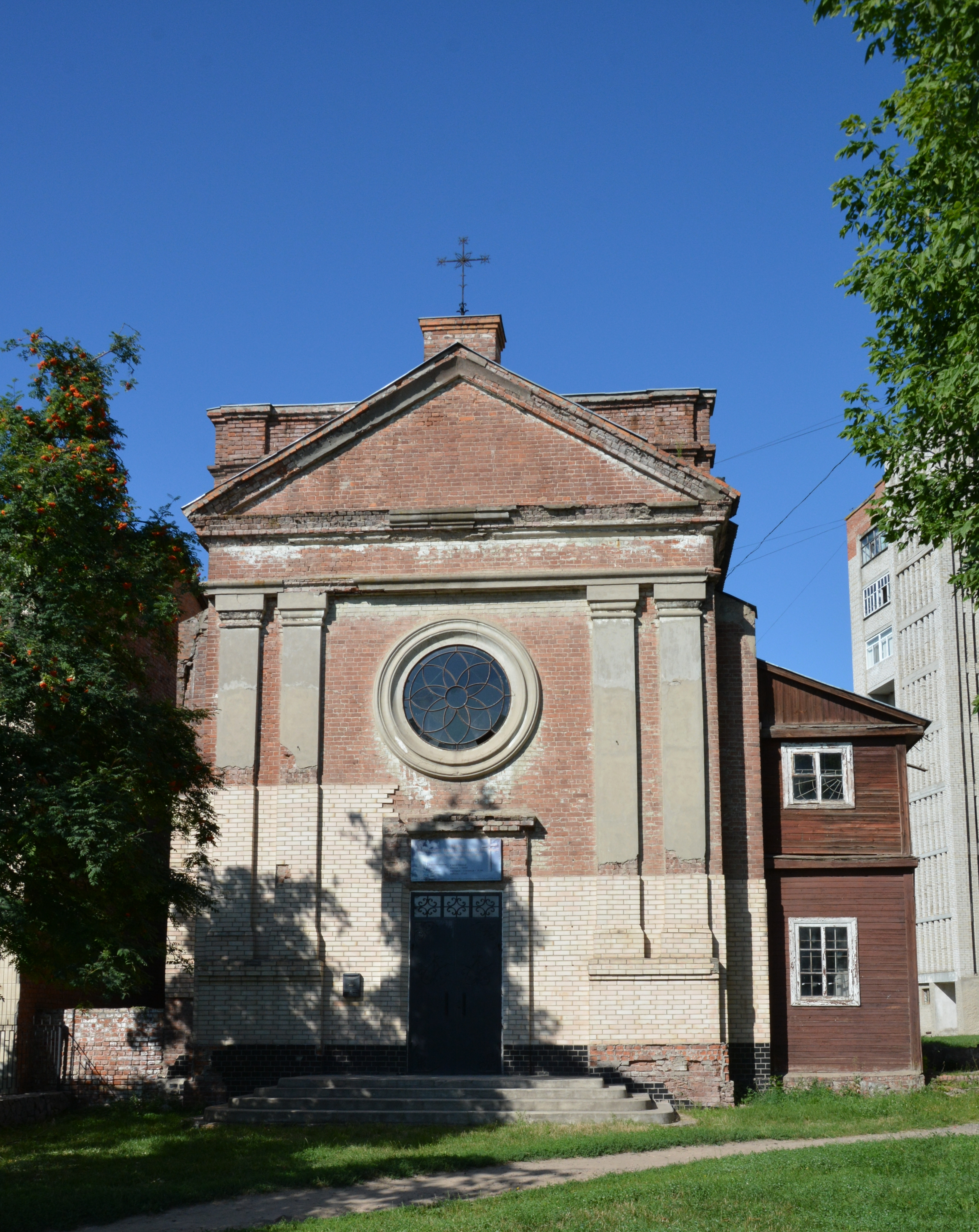
Església catòlica romana a Romní
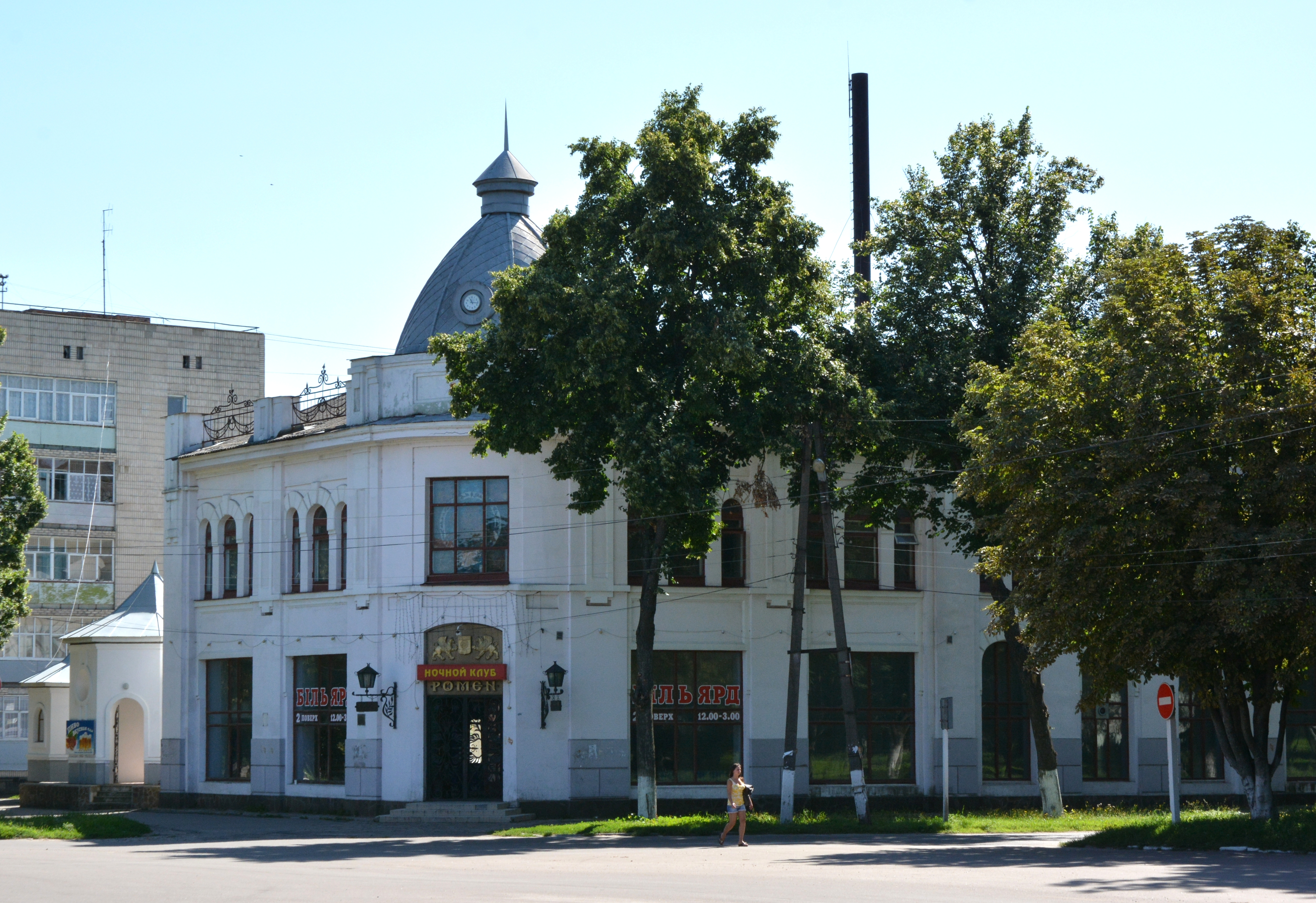
Antiga casa de comerç
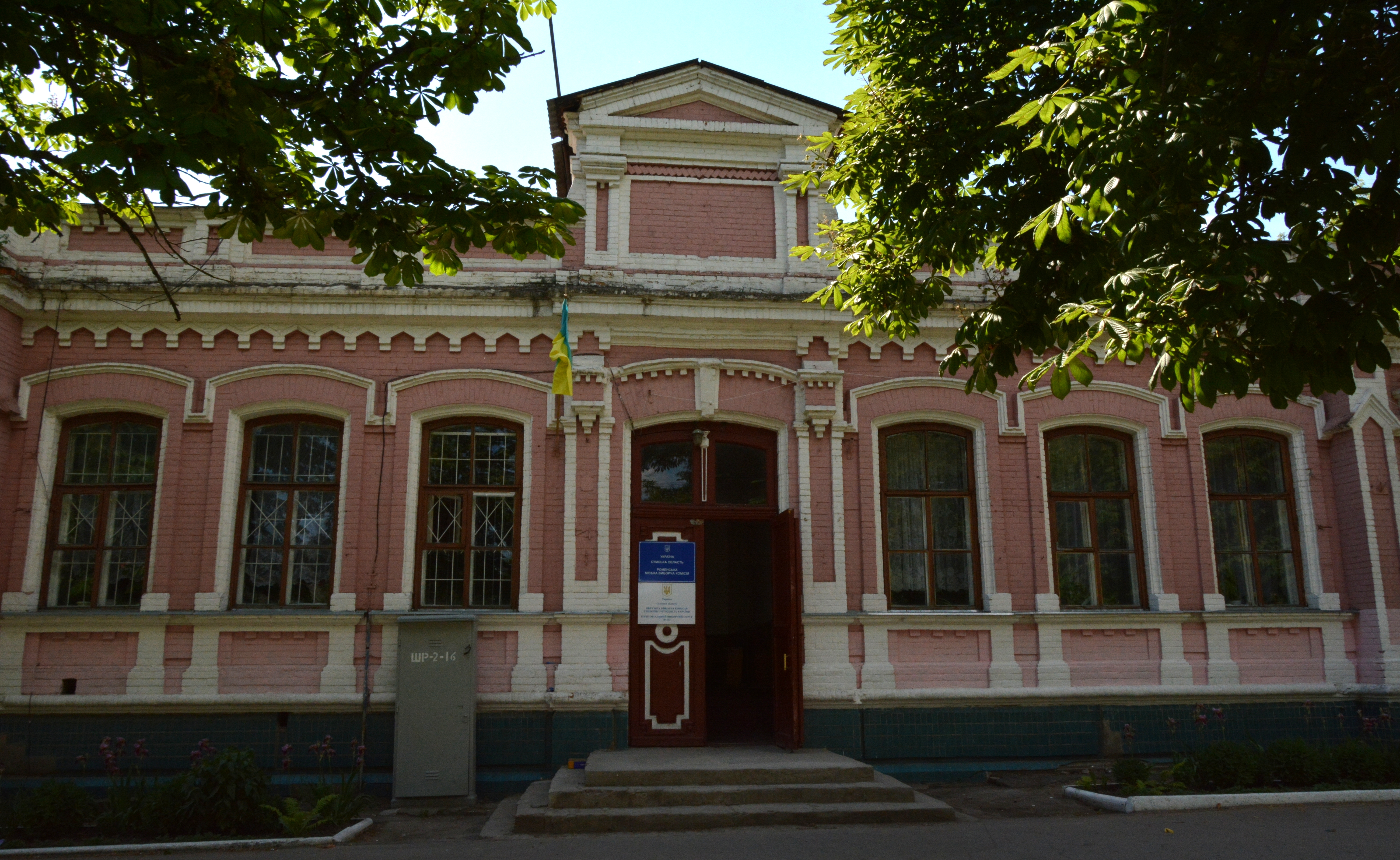
Edifici històric de l'escola
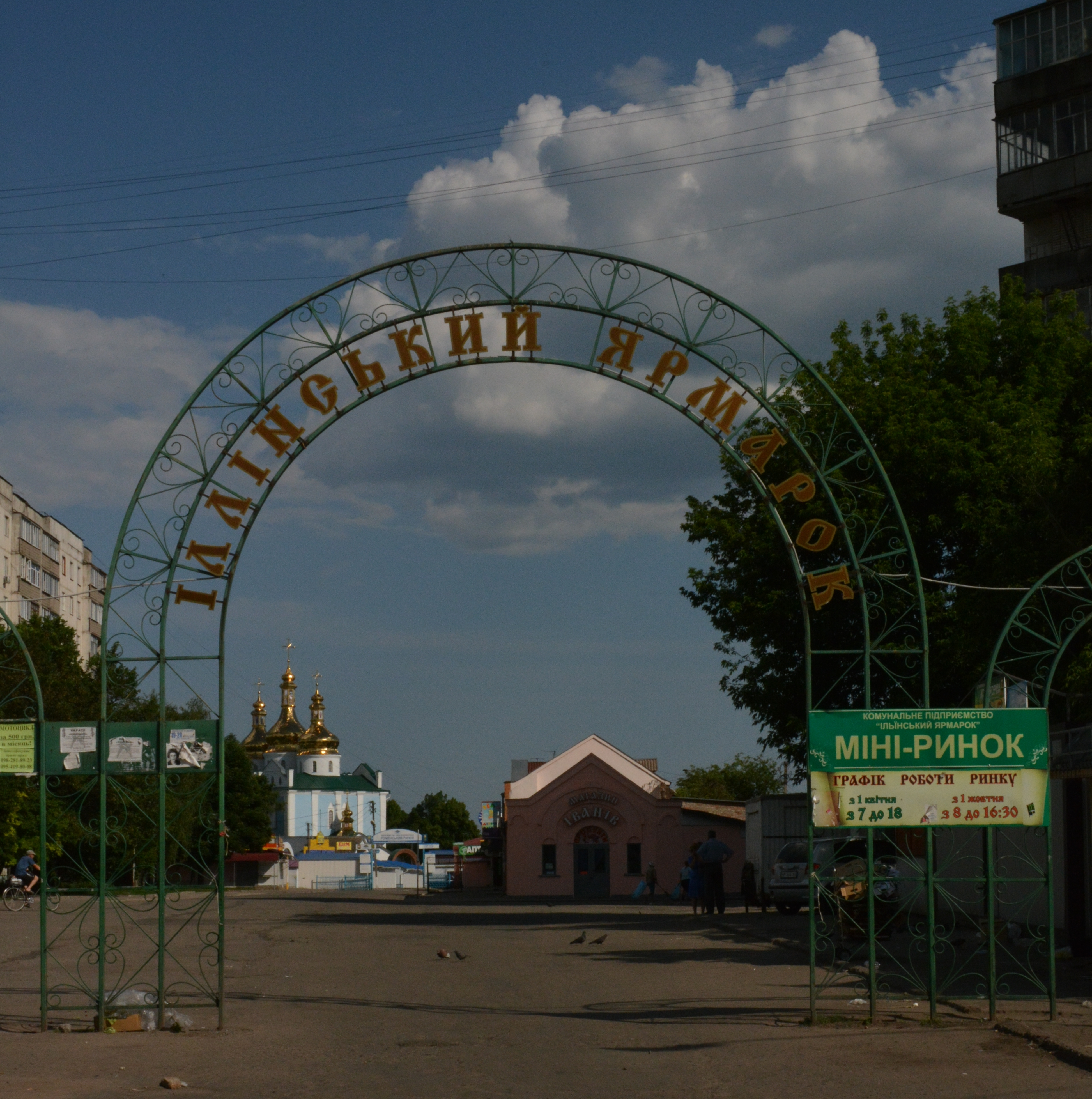
Plaça del Mercat de Romní
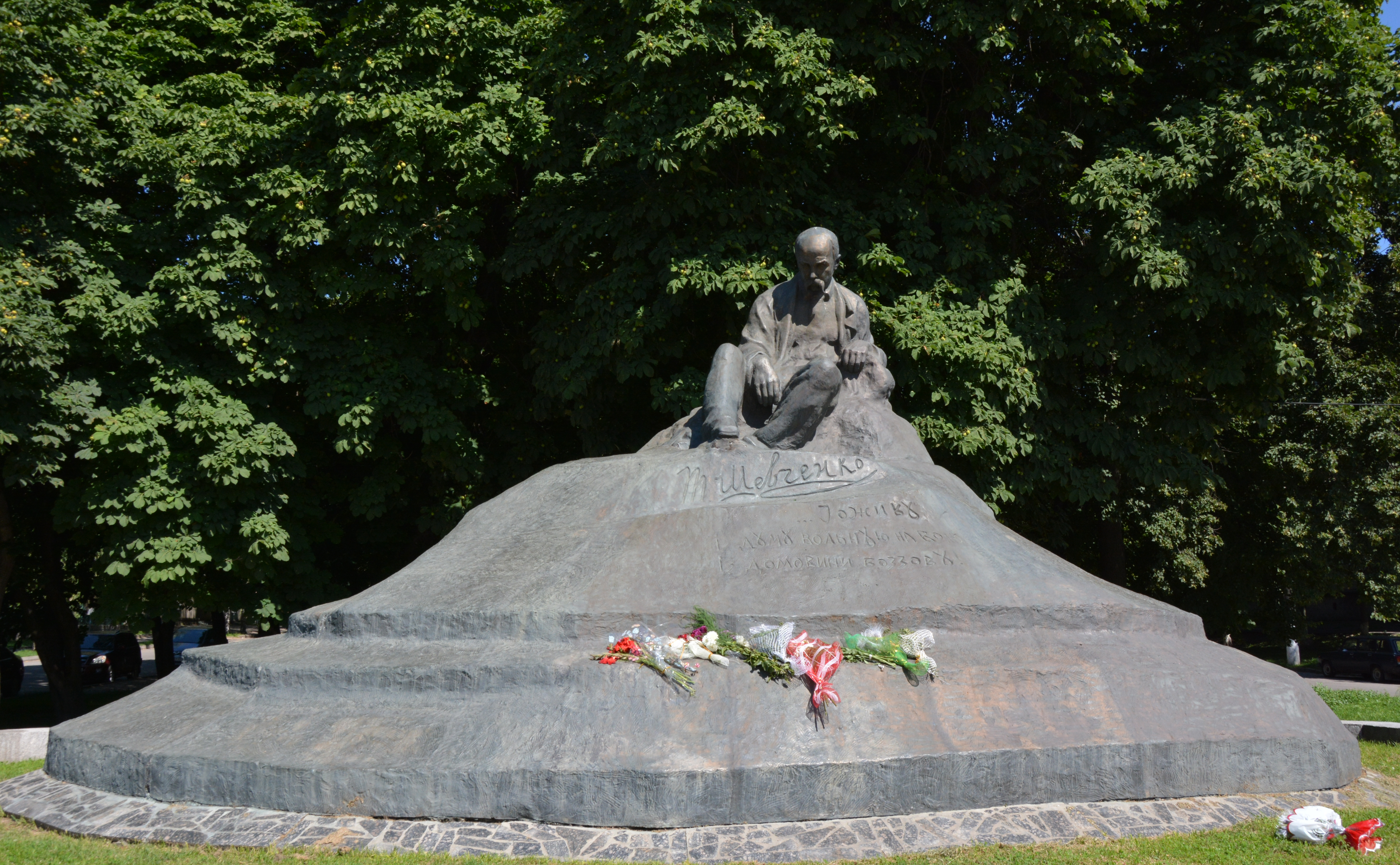
Monument a Taràs Xevtxenko
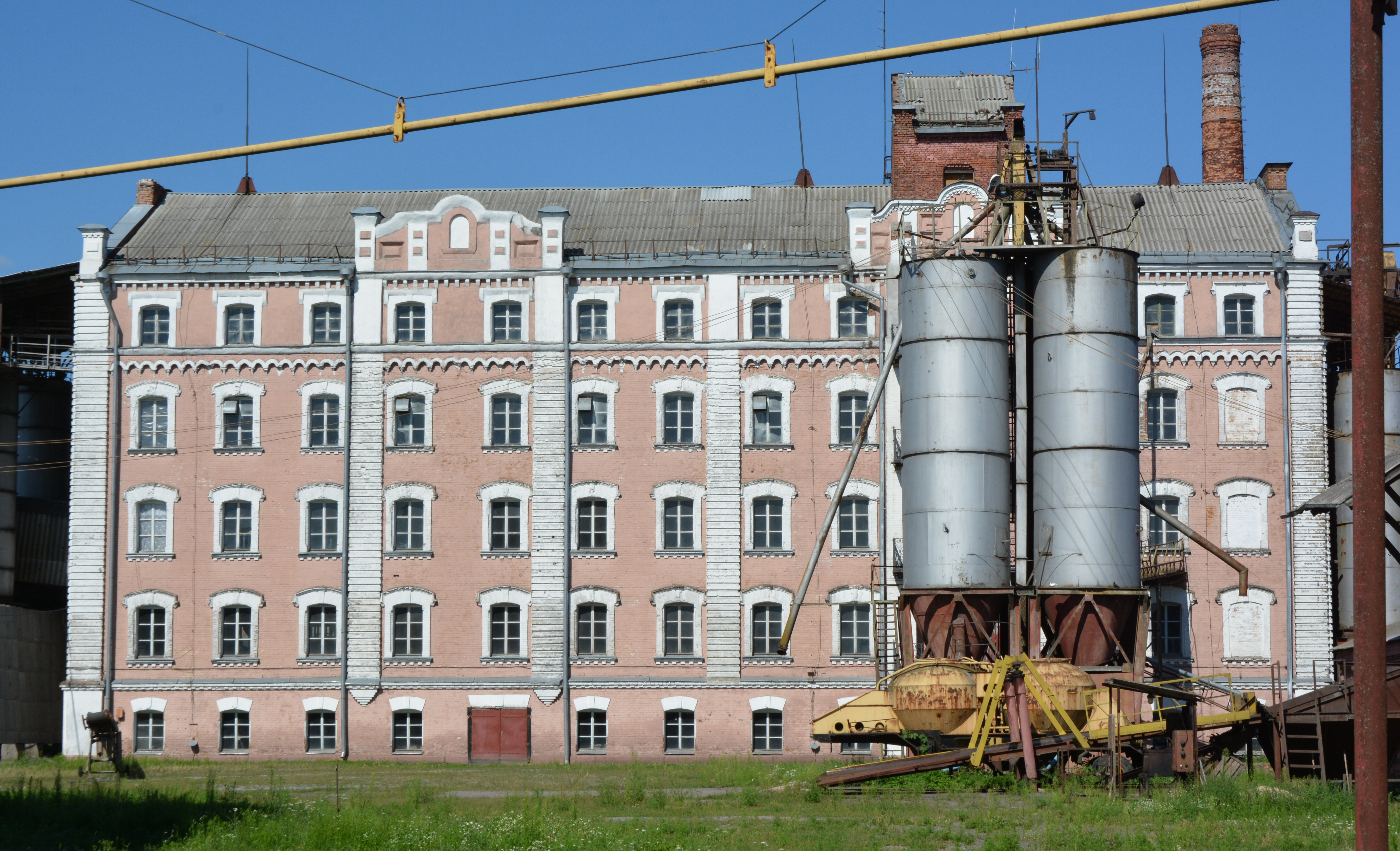
Molí de vapor a Romní
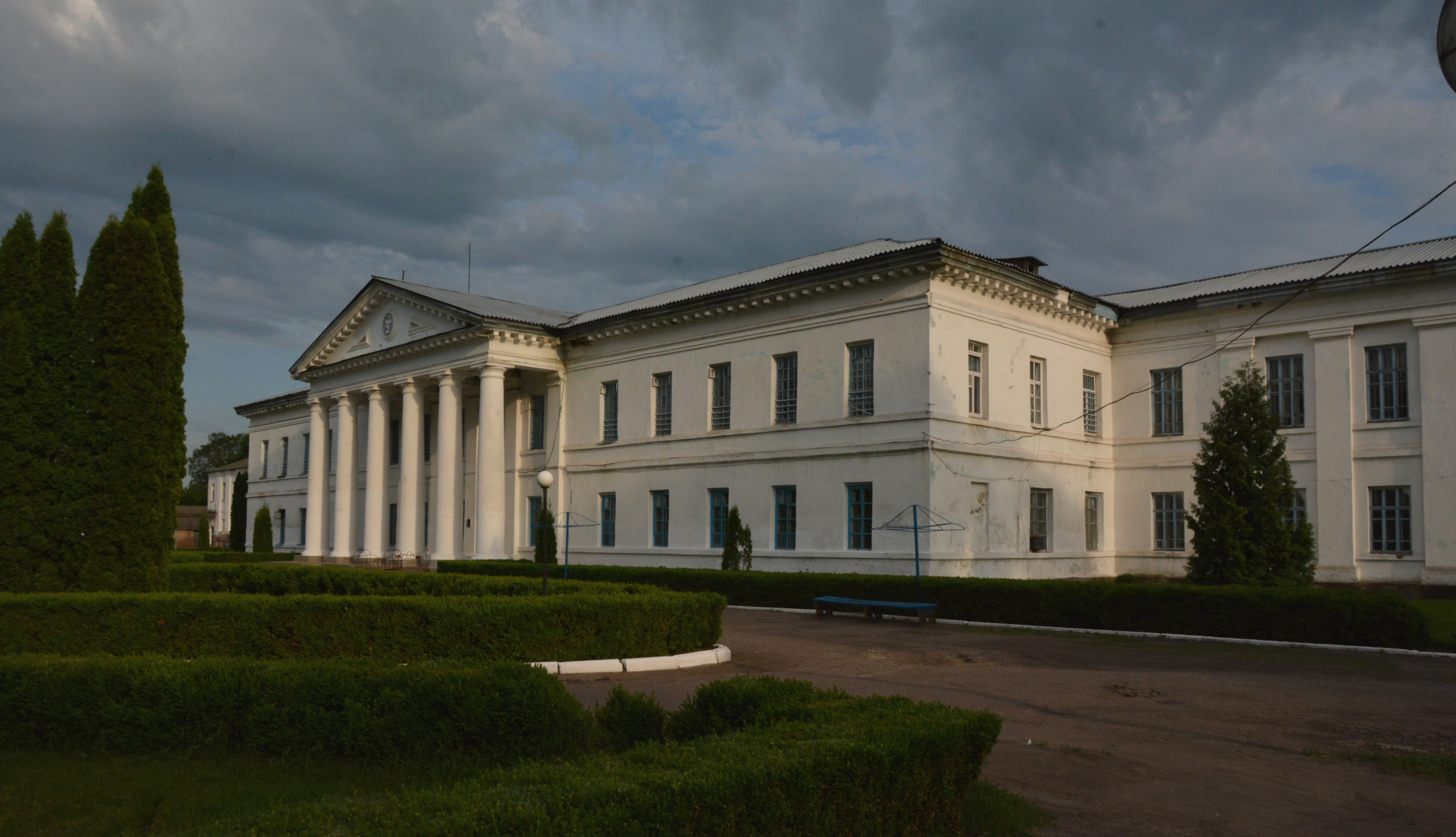
Edifici hospitalari de districte
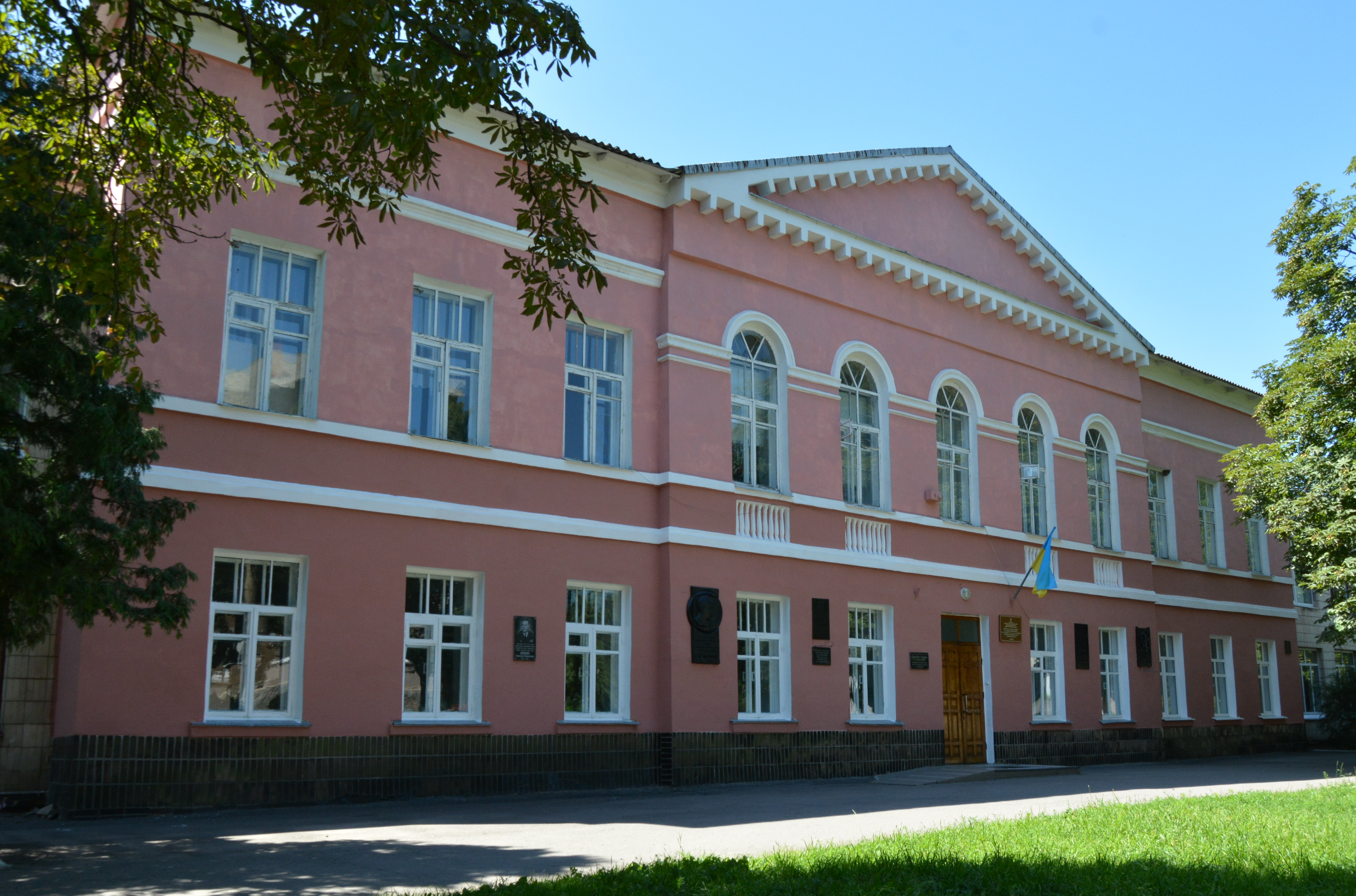
Edifici de secundària
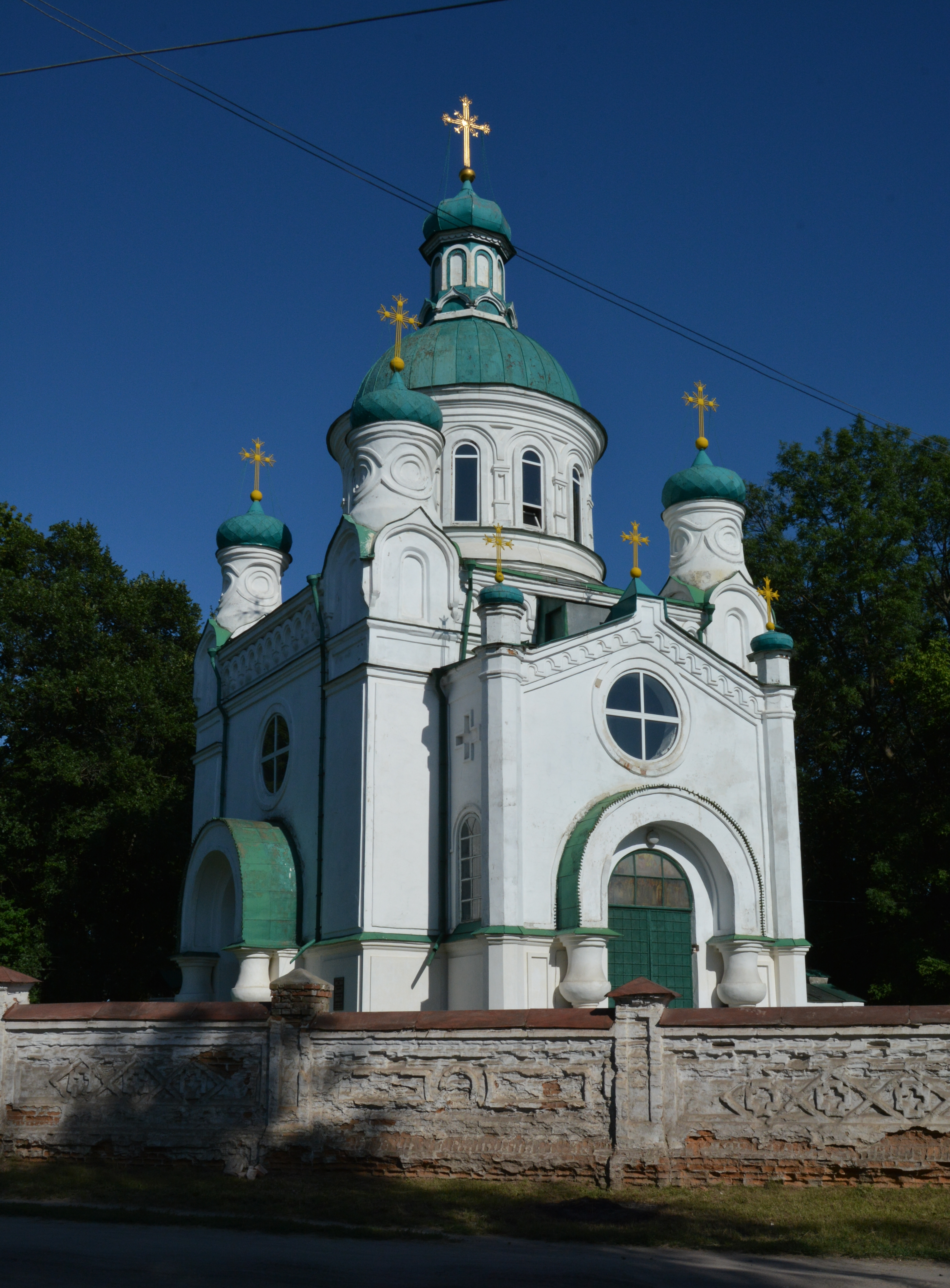
Església de Tots Sants a Romní
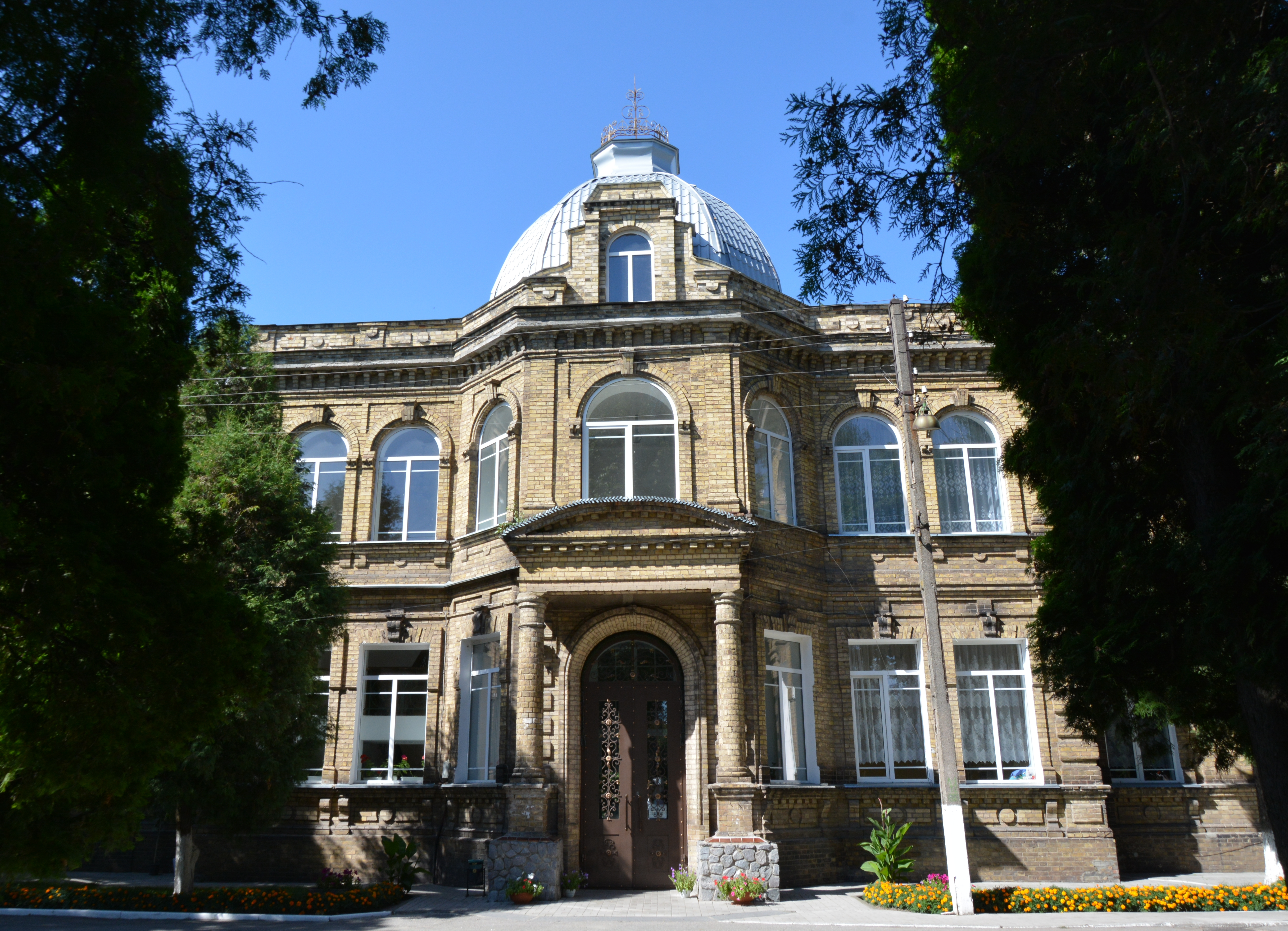
Edifici històric de l'hospital
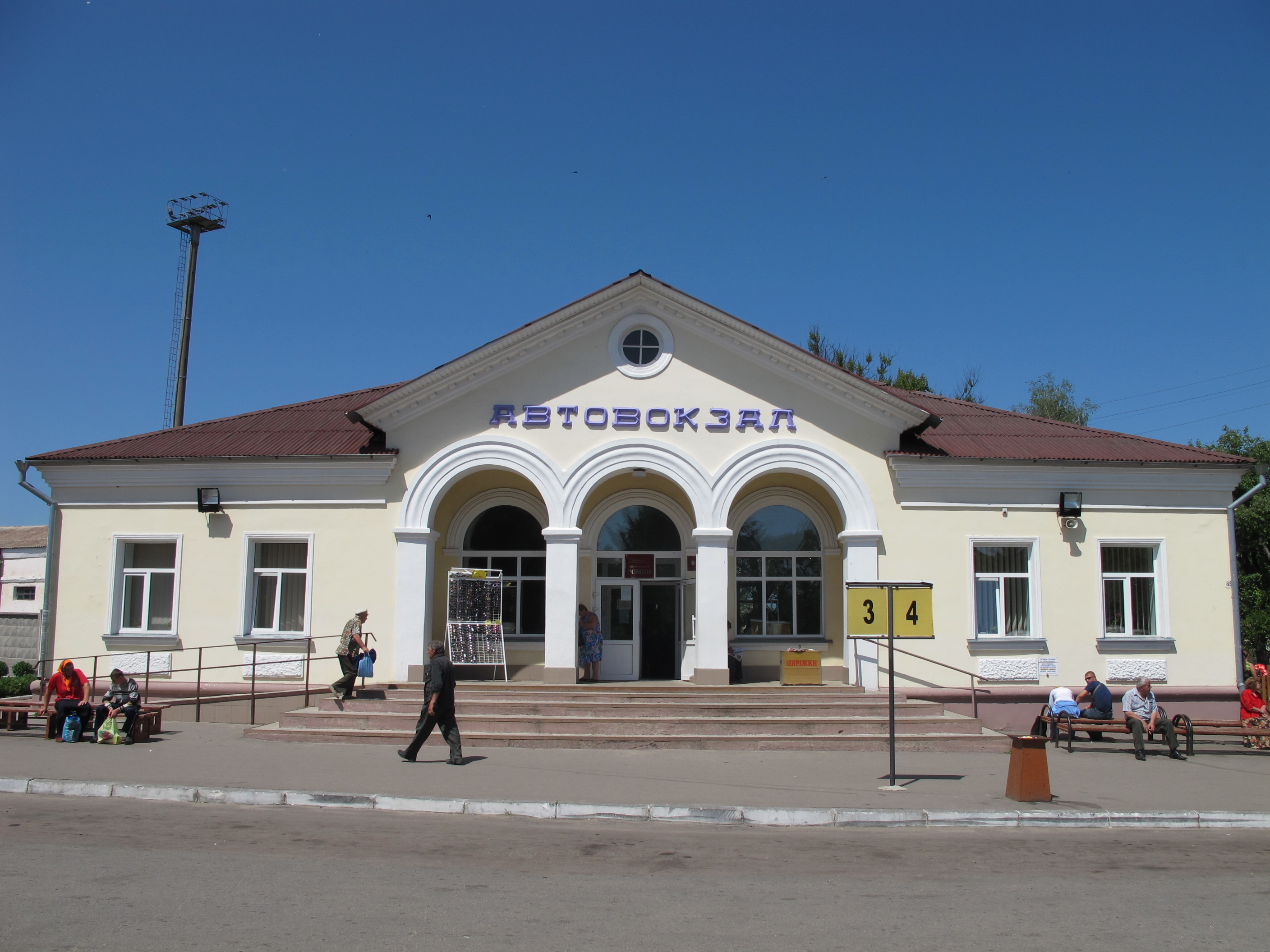
Estació d'autobusos a Romní

## Persones notables
- Yevhen Adamtsevych (1904-1972), destacat bandurista ucraïnès cec
- Haim Arlosoroff (1899–1933), notable líder socialista sionista
- Maksym Biletskyi (nascut el 1980), futbolista ucraïnès
- Larisa Netšeporuk (nascuda el 1970), heptatleta que va representar Ucraïna i Estònia
- Pinhas Rutenberg (1879–1942), revolucionari socialista rus i líder sionista a Palestina, destacat enginyer i empresari
- Issaak Schwartz (1923–2009), compositor soviètic
- Grigori Sokólnikov (nascut Hirsch Brilliant; 1888–1939), revolucionari bolxevic i polític soviètic
- Joachim Stutschewsky (1891–1982), violoncel·lista, compositor i musicòleg austríac i israelià nascut a Ucraïna
- Abram Ioffe (1880–1960), destacat físic rus/soviètic
- Diversos dels membres fundadors (1909-10) de Degania, el primer assentament de quibuts a Palestina